# Murád Giráj krími kán
Murád Giráj (krími tatár: Murad Geray, مراد كراى), (1696 – 1627) krími tatár kán.

## Élete
Murád I. Szelamet kán unokája volt. Az ukrajnai Csihirin erődjének balul sikerült 1678-as ostroma után IV. Mehmed oszmán szultán leváltotta I. Szelim kánt és helyére Murádot nevezte ki. A török-orosz háború folytatódott, újabb török sereg indult Ukrajnába, hogy Bohdan Hmelnickij fiát, Grigorijt behelyezzék hetmani méltóságába és a jobbparti Ukrajnát az Oszmán Birodalom vazallusává tegyék. Míg Murád tatárjai végigfosztogatták az ellenség földjét, a fősereg újból megostromolta Csihirint, ezúttal sikerrel. 
1680-ban a krími tatárok újból végigfosztogatták az orosz határvidéket.  
1683-ban Murád csatlakozott az oszmánok ausztriai hadjáratához, és ott volt Bécs ostrománál. Mivel összekülönbözött a nagyvezírrel, az utóbbi őt okolta a csúfos vereségért és a szultán megfosztotta Murádot káni címétől. Helyére II. Háddzsi Girájt nevezték ki. Murád a szultán parancsára visszavonult Ruméliába és tizenhárom év múlva, 1696-ban ott is halt meg.